# Maksim Każarski
Maksim Uładzimirawicz Każarski (ros. Максим Владимирович Кажарский; ur. 20 stycznia 1986) – białoruski zapaśnik wlaczący w stylu klasycznym. Zajął piąte miejsce na mistrzostwach świata w 2021. Piąty na mistrzostwach Europy w 2012, 2013 i 2018. Brązowy medalista igrzysk wojskowych w 2007. Trzeci w indywidualnym Pucharze Świata w 2020. Czwarty w Pucharze Świata w 2013; ósmy w 2017 i dwunasty w 2012 roku.